# Double Live Assassins
Double Live Assassins è il secondo album live della band W.A.S.P., pubblicato nel 1998 e registrato durante le esibizioni live del tour dell'album Kill Fuck Die. È stato prodotto come doppio cd.

## Tracce

### Disco 1
1. The medley:
  1. On your Knees
  2. I don't Need no Doctor
  3. Hellion
  4. Chainsaw Charlie (Murders in the New Morgue)
2. Wild Child
3. Animal (Fuck like a beast)
4. L.O.V.E. Machine
5. Killahead
6. I Wanna be Somebody
7. The Real Me
8. Kill your Pretty Face
9. The Horror

### Disco 2
1. Blind in Texas
2. The Headless Children
3. The Idol
4. The Crimson Idol Medley
5. Little Death
6. Mean Man/Rock and Roll to Death

## Formazione
- Blackie Lawless – voce
- Chris Holmes – chitarra
- Mike Duda – basso
- Stet Howland – batteria